# Trubbtuss
Trubbtuss (Tortula obtusifolia) är en bladmossart som beskrevs av Charles Marie Joseph Mathieu 1853. Trubbtuss ingår i släktet tussmossor, och familjen Pottiaceae. Arten har ej påträffats i Sverige. Inga underarter finns listade i Catalogue of Life.